# 第八管区海上保安本部
第八管区海上保安本部（だいはちかんくかいじょうほあんほんぶ）は、北近畿と山陰地方の日本海沿岸、および福井県・京都府・兵庫県北部・鳥取県・島根県（竹島を含む）を管轄範囲とする、海上保安庁の管区海上保安本部の一つである。

## 概要
略称は八管（八管本部と称呼することもある）、英語表記は8th Regional Coast Guard Headquarters。本部は京都府舞鶴市字下福井にあり、下部組織として4つの海上保安部、6つの海上保安署、航空基地1か所、情報通信管理センター1か所を有する。
第八管区は、山口県・島根県境から石川県・福井県境までの約1,960kmに及ぶ広い海岸線に特徴を持っており、日本海でも山陰地方の沖合には、日本以外にも中華人民共和国（中国）・大韓民国（韓国）・朝鮮民主主義人民共和国（北朝鮮）・ロシアの多くの船が行き交っている。第八管区管内ではナホトカ号重油流出事故などが発生しており、これらの事件・事故を踏まえて警備業務、海難救助業務、災害防除業務を拡充している。
その他、日本海最大の好漁場である大和堆などにおける韓国、北朝鮮の不法漁民による排他的経済水域内の密漁の摘発、北朝鮮工作員の不法入国 や北朝鮮工作員や暴力団による麻薬・偽紙幣の密輸の阻止、若狭湾の原子力関連施設群・島根原子力発電所の警備業務、韓国が不法占拠を行っている竹島周辺海域で、韓国海洋警察庁による日本漁船拿捕を阻止するための警戒等も大きな仕事である。

## 年表
- 1948年5月1日：海上保安庁発足とともに舞鶴海上保安本部として設置。管轄地域は石川県西部・福井県・兵庫県の日本海側および周辺海域。
- 1950年6月1日：第八管区海上保安本部に改編。鳥取県・島根県および周辺海域も広島海上保安本部（第六管区）から第八管区の管轄となる。石川県西部は第九管区の管轄となる。

## 組織
- 第八管区海上保安本部（京都府舞鶴市：舞鶴港湾合同庁舎）
  - 敦賀海上保安部（福井県敦賀市：敦賀港湾合同庁舎）[1]
    - 小浜海上保安署（福井県小浜市）
    - 福井海上保安署（福井県坂井市）

  - 舞鶴海上保安部（本部と同一庁舎内）
    - 宮津海上保安署（京都府宮津市）
    - 香住海上保安署（兵庫県美方郡香美町）

  - 境海上保安部（鳥取県境港市：境港港湾合同庁舎）
    - 鳥取海上保安署（鳥取県鳥取市）
    - 隠岐海上保安署（島根県隠岐郡隠岐の島町）

  - 浜田海上保安部（島根県浜田市：浜田港湾合同庁舎）
  - 美保航空基地（鳥取県境港市）[3]
  - 舞鶴海上保安航空支援センター（京都府舞鶴市：海上保安学校）

## 主な保有船艇・航空機

### 巡視船・巡視艇
2024年5月現在、八管は計22隻の巡視船艇を保有しているが、主要なものを以下に挙げる。
敦賀海上保安部

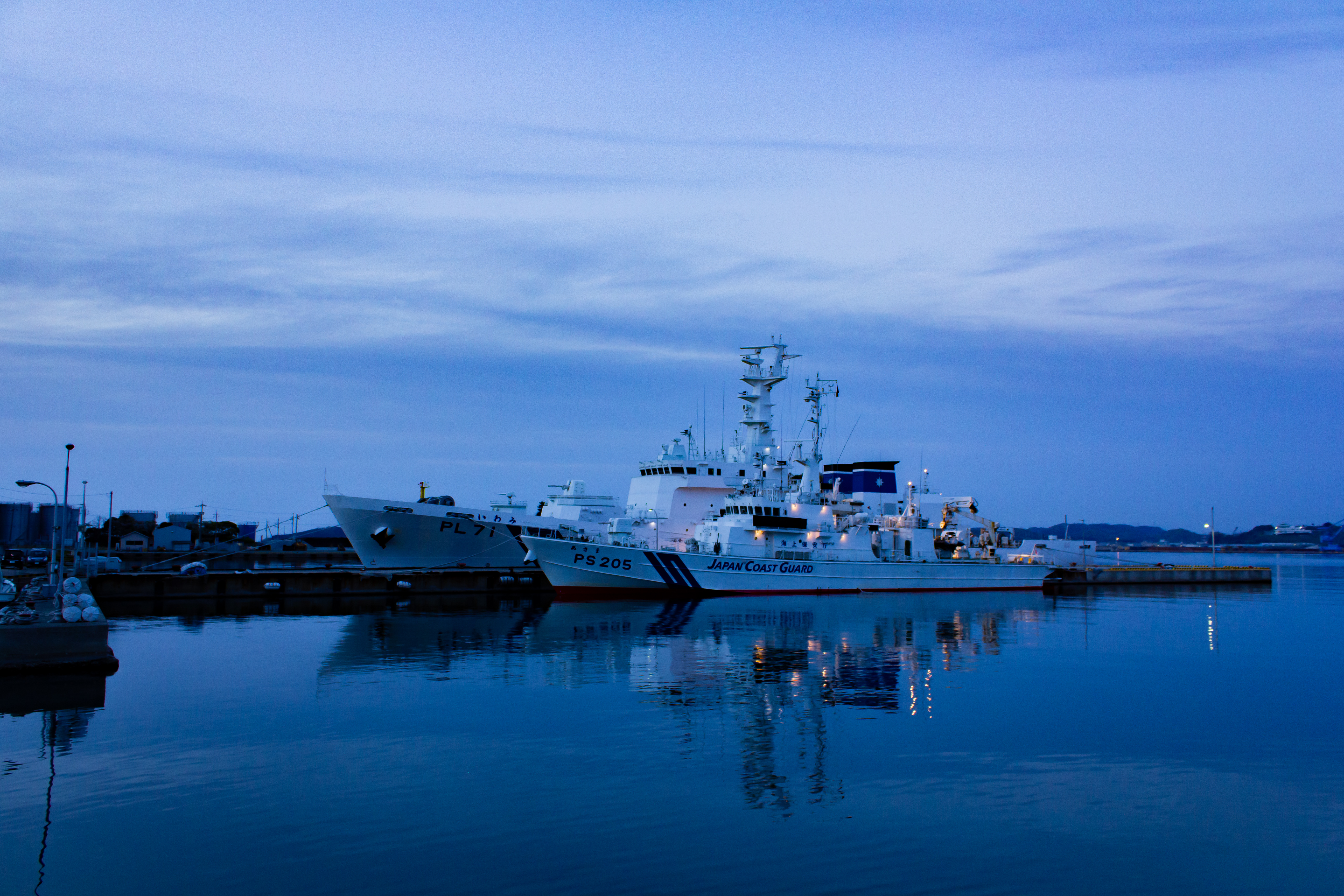
所属のPL71「いわみ」、PS205「あさま」

- PL91 巡視船つるが[4]：1000トン型巡視船（2020年配備[5][6][7]） - 同型2隻配備予定の1隻[8]
- PL92 巡視船えちぜん[4]：1000トン型巡視船（潜水士配属船[9][10]、2020年配備[7][11][12]） - 同上
- PS202 巡視船ほたか[7][13]：高速特殊警備船
- CL147 巡視艇すいせん[7][14]：20メートル型巡視艇[7]

舞鶴海上保安部
- PLH10 巡視船だいせん[7][15]：ヘリコプター1機搭載型巡視船[7]
- PL22 巡視船みうら[7][16]：3000トン型巡視船[7]
- PL93 巡視船わかさ[17]：1000トン型巡視船
- CL74 巡視艇ゆらかぜ[18]：20メートル型巡視艇
- CL108 巡視艇あおい[18]：20メートル型巡視艇

境海上保安部
- PL53 巡視船きそ[19]：2000トン型巡視船
- PL01 巡視船おき[4]：1000トン型巡視船（潜水士配属船）[9][10]
- CL110 巡視艇やえざくら[18]：20メートル型巡視艇
- CL148 巡視艇みほぎく[14][20]：20メートル型巡視艇

浜田海上保安部
- PL71 巡視船いわみ[17]：1000トン型巡視船
- PS205 巡視船あさま[13]：高速特殊警備船
- CL111 巡視艇やなかぜ[18]：20メートル型巡視艇

### 航空機
八管は固定翼機2機、回転翼機3機を保有している。

#### 舞鶴海上保安部（巡視船だいせん）
回転翼機
- MH914 まいづる[21]：S-76D（JA914A、だいせん搭載機）[3]

#### 美保航空基地
固定翼機
- MA726 みほわし1号[22]：ボンバルディアDHC-8 Q300
- MA728 みほわし2号[22]：ボンバルディアDHC-8 Q300

回転翼機
- MH961 みほづる1号[23]：AW139（JA961A）[3]
- MH973 みほづる2号[23]：AW139（JA973A）[3]

## 事案
2020年6月、第八管区海上保安本部は同本部の係長級男性職員に減給1/5（3ヶ月）、境海上保安部の課長級男性職員に減給1/10（2ヶ月）の懲戒処分とした。係長級職員は2018年12月、巡視船内の居室で休憩していた部下を操舵室まで服の襟元をつかんで移動させて、怒鳴り声で業務への姿勢を質した。課長級職員は2016年4月から2018年11月の間、複数の部下に対して暴言や執拗な非難などがあったと報じられた。いずれも処分発令は2020年6月12日付である。